# Lustratio

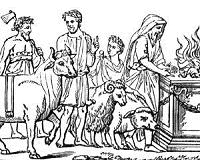
Romanos sacrificando un cerdo, un carnero y un buey durante una suovetaurilia.

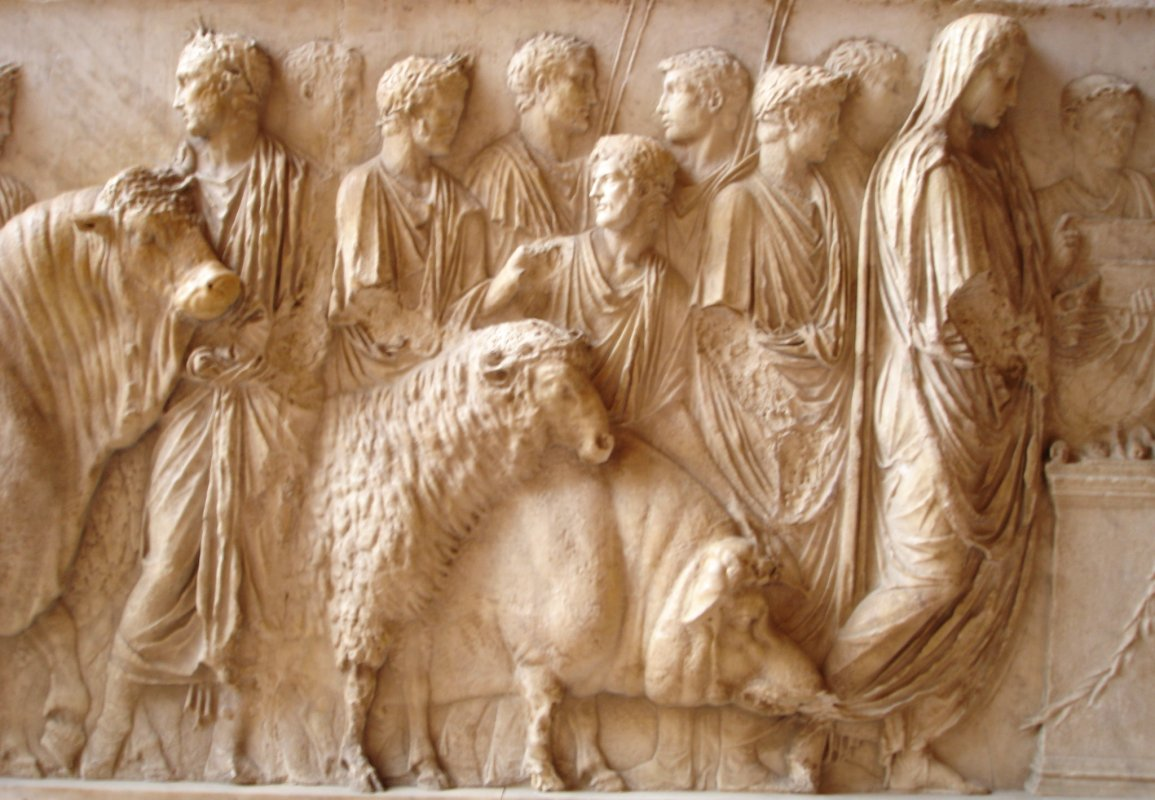
Relieve de suovetaurilia, Museo del Louvre.

La Lustratio (en griego antiguo, κάθαρσις) era una ceremonia de purificación en la Antigua Grecia y la Antigua Roma que estaba conectada con sacrificios y otros ritos religiosos como las procesiones. Se realizaba vertiendo o pulverizando agua con una rama de laurel o de olivo, y en el caso de la Antigua Roma, a veces se utilizaba un utensilio llamado aspergillum (hisopo). En ciertas ocasiones, podía consistir en quemar ciertos materiales, ya que se pensaba que el humo producido tenía también un efecto purificador.
En algunas circunstancias, se asociaba con el sacrificio de un cerdo (sus), un cordero (ovis) y un toro o ternero (taurus) (suovetaurilia), mediante un ritual por los que se les hacía procesionar previamente alrededor de la persona u objeto de la purificación.

## En la Antigua Grecia
En la Antigua Grecia, la ceremonia estaba ligada a la noción de deshonra y era iniciada por una persona o una ciudad para purificarse de un delito cometido o para purificar un lugar sagrado que estaba contaminado por algún acontecimiento.
Una ocasión notable fue una lustratio celebrada para purificar Atenas por Epiménides de Creta, después de la masacre  de Cilón. Las ceremonias de Lustratio también se utilizaban para bendecir las cosechas, animales de granja, nuevas colonias y a los ejércitos antes de entrar en batalla o que pasaban revista. En este último caso, las tropas recibían con frecuencia la orden de ir a la costa, donde la mitad del sacrificio se arrojaría al mar y la otra mitad se quemaría en el altar. Un ejemplo de esto se dio en el ejército del Macedonia que fue ceremoniado con un perro cortado en dos, el ejército reunido entre las dos mitades del mismo y luego lanzadas en direcciones opuestas.

## En la Antigua Roma

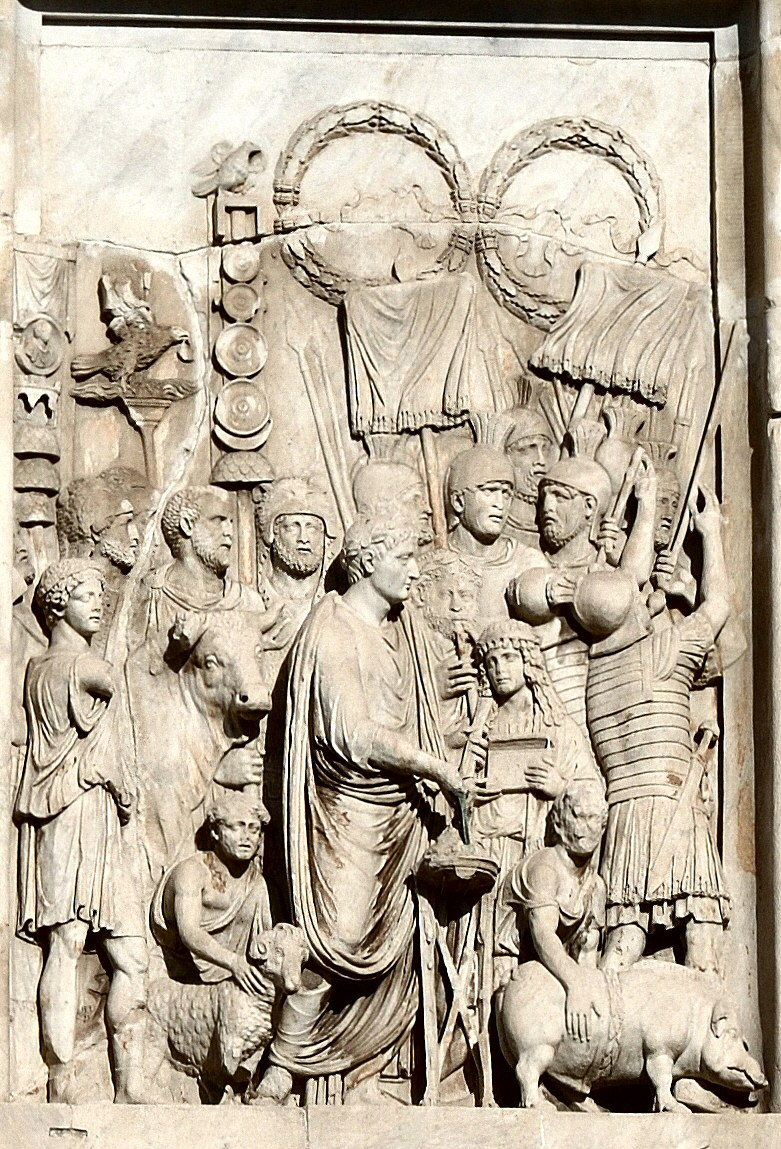
Relieve del arco de Constantino (procedente del Arco de Marco Aurelio que representa una lustratio en el Ejército romano.

En la religión de la Antigua Roma, la ceremonia tenía por objetivo asegurar la bendición y la protección de la divinidad, sin necesidad de que se hubiese cometido un delito: se podían purificar los campos (ceremonia de la Ambarvalia con los Hermanos Arvales) o los rebaños (las Parilia, incluyendo un sacrificio a la diosa Pales). 
Los ejércitos romanos eran purificados, lustratio exercitus, para demostrar la unidad del ejército antes de salir de campaña y la ceremonia se repetía antes de cada batalla.
La misma ciudad de Roma procedió a esta ceremonia en casos de catástrofes o milagros. Esta ceremonia de purificación de todo el pueblo se renovaba periódicamente cada cinco años ("lustros"), en el momento solemne en que los censores quinquenales terminaban su mandato. 
La ceremonia, que se remonta a Servio Tulio, durante cuyo reinado fue realizado el primer censo, involucraba el sacrificio de la suovetaurilia, dando tres vueltas alrededor de la asamblea, ante el Campo de Marte ("lustrum censorio").
Las instrucciones de la lustratio realizada en la ciudad romana de Iguvium ilustran que la ceremonia consistió en una procesión de sacerdotes y víctimas sacrificales en torno a la ciudadela de la ciudad, deteniéndose en las tres puertas de la misma, donde los sacrificios se llevaron a cabo, ya que las puertas se consideraban como los puntos débiles que requerían un mayor fortalecimiento.
Una de las razones para una Lustratio era librar a los niños recién nacidos de cualquier espíritu dañino que pudiese haber sido adquirido al nacer. La ceremonia tenía lugar cuando el bebé cumplía nueve días u ocho en el caso de una niña, y en la ceremonia, la procesión trazaba una frontera mágica alrededor del niño para ser purificado. Al final de la ceremonia, si el niño era varón, se le regalaba un pequeño talismán, generalmente de oro, llamado bula que se mantenía en una bolsa de cuero alrededor del cuello del muchacho. Esta bula sería llevada hasta que el niño se hiciese hombre e intercambiase la toga adornada con una franja de púrpura (toga praetexta) por la toga viril normal de un adulto. La ceremonia culminaba con la imposición del praenomen al niño, el nombre que se añadía a los registros oficiales romanos del censo y con la observación de los vuelos de las aves a fin de discernir el futuro del niño.
También existían otras lustratios privadas como la lustratio agri ("purificación de los campos"), en las que el propietario de una finca campestre utilizaba víctimas animales lactantes (suovetaurilia lactante).